# Chiesa di Santa Croce (Moneglia)
La chiesa di Santa Croce è un luogo di culto cattolico situato nel comune di Moneglia, in via Vittorio Emanuele, nella città metropolitana di Genova. La chiesa è sede della parrocchia omonima del vicariato di Sestri Levante della diocesi di Chiavari.
Nei pressi della chiesa è ubicata la casa natale del celebre pittore Luca Cambiaso.

## Storia e descrizione

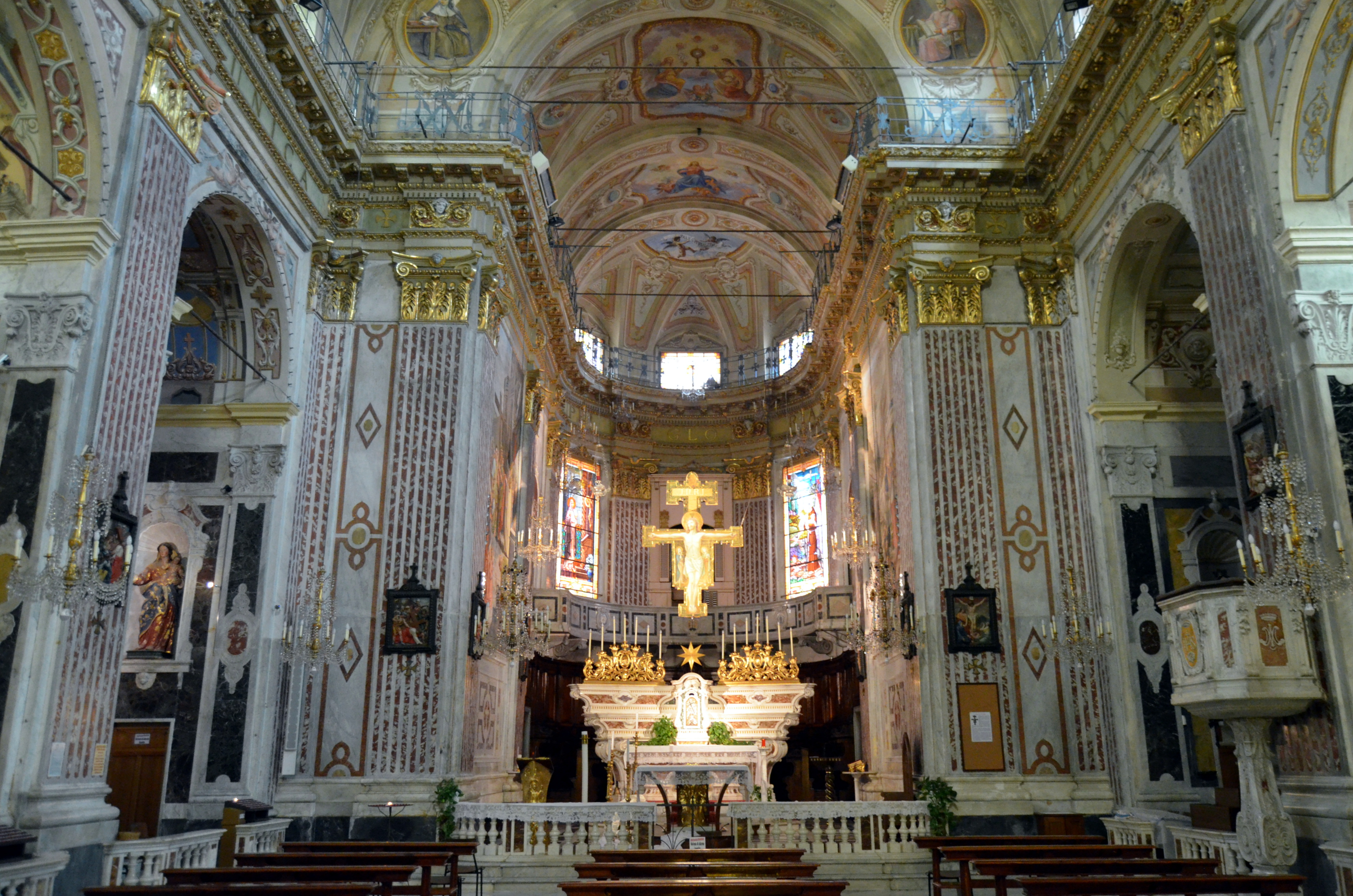
Interno della chiesa

Secondo alcune fonti la costruzione della chiesa potrebbe essere avvenuta nel 1130, mentre la parrocchia fu già esistente, secondo alcuni studiosi, dal 1033; nel 1043 divenne pieve locale con una collegiata di canonici. L'odierna chiesa fu edificata ad unica navata nel 1725 sui resti della precedente struttura crollata per motivi sconosciuti.
Conserva nel terzo altare della parte destra una statua dell'Immacolata concezione, attribuita ad Anton Maria Maragliano, nel quarto altare sinistro un crocifisso bizantino e una tela ritraente la Madonna delle Grazie. Del pittore locale Luca Cambiaso è invece l'opera Ultima cena conservata in sagrestia.
Nella facciata, in stile barocco, sono visibili nella parte destra due anelli della catena del porto di Pisa; secondo le fonti storiche tali oggetti furono sottratti, come una sorta di "trofeo bellico", dal monegliese Trancheo Stanco nel 1284 durante la battaglia della Meloria tra le flotte navali genovesi e pisane e che vide vittoriosi i primi.

## Voci correlate

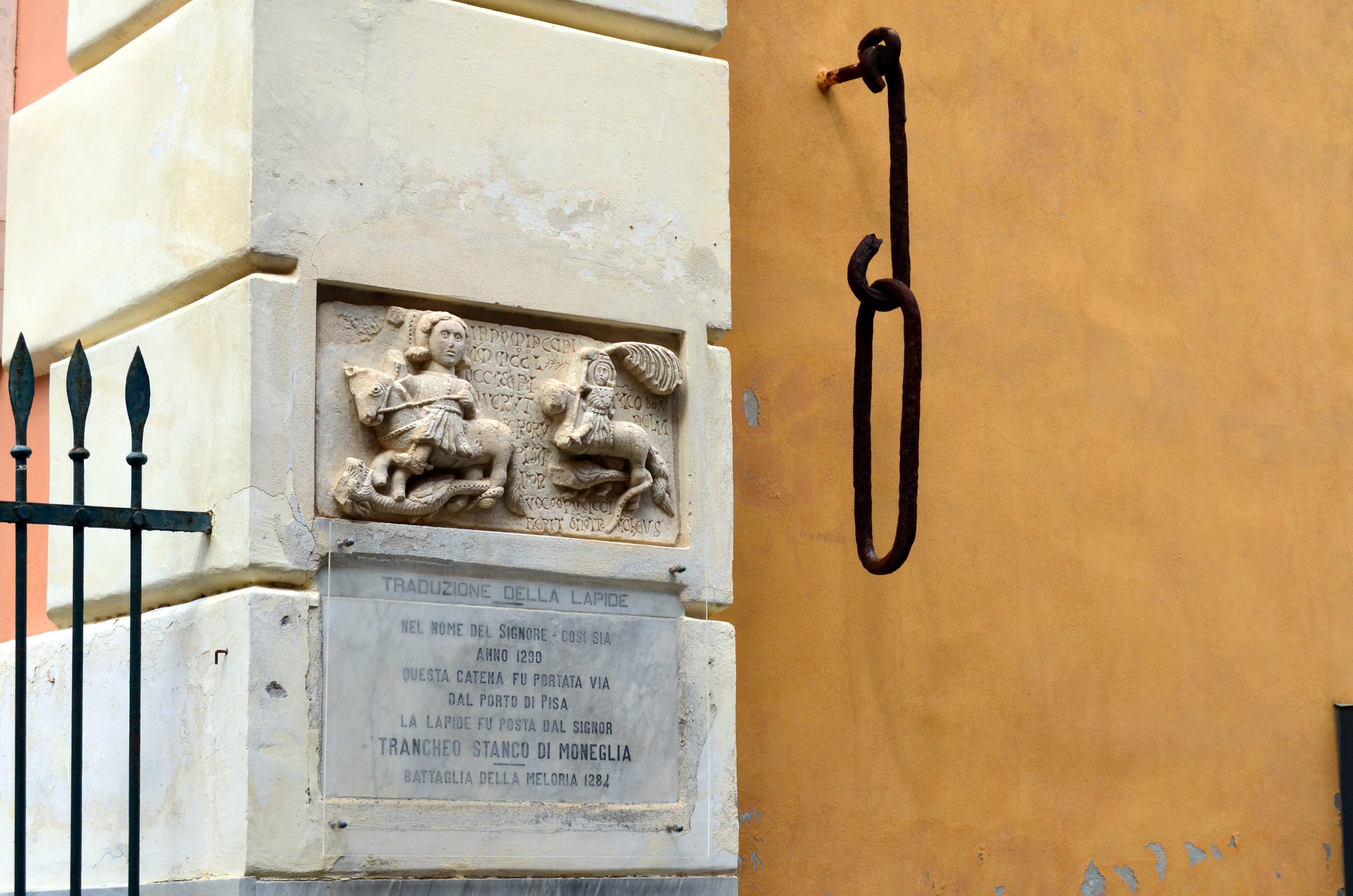
Le catene del porto pisano e lapide commemorativa sulla battaglia della Meloria del 1284